# GAME/ラブボディー for...
「GAME/ラブボディー for...」は、長澤奈央の7作目のシングル。2006年12月6日にavex traxからリリースされた。

## 収録楽曲
出典：
1. GAME [4:06]
作詞・作曲：都田和志、編曲：芳賀洋介
2. ラブボディー for... [4:47]
作詞・作曲：都田和志、編曲：芳賀洋介
3. GAME （Instrumental）
4. ラブボディー for...（Instrumental）